# Splinter (película de 2008)
Splinter (Está dentro de ti en Hispanoamérica o Parásito asesino en España) es una película de terror estadounidense de 2008 dirigida por Toby Wilkins y protagonizada por Shea Whigham, Paulo Costanzo y Jill Wagner. Fue filmada cerca de Oklahoma City, Oklahoma. Se estrenó mundialmente en Estados Unidos el 31 de octubre de 2008. HDNet Movies transmitió la película dos días antes de su estreno en cines. La cinta narra la historia de un voraz parásito devorador de personas que atrapa a tres individuos en una remota gasolinera.

## Argumento
La película se abre en una estación de servicio adormecida, donde el asistente (Charles Baker) es atacado por un animal aparentemente rabioso, y el cuerpo del asistente comienza a contorsionarse después del ataque. Mientras tanto, una joven pareja, Seth Belzer (Paulo Costanzo) y Polly Watt (Jill Wagner), se retiran al desierto para realizar un romántico viaje de campamento en los bosques antiguos de Oklahoma, pero sus planes se rompen cuando son secuestrados por un convicto prófugo, Dennis Farell (Shea Whigham), y su novia adicta a las drogas, Lacey Belisle (Rachel Curbs). Mientras los cuatro viajan por las carreteras secundarias, se revienta un neumático cuando pasan por encima de un pequeño animal infectado en el camino. Finalmente encuentran refugio en la gasolinera ahora abandonada.
Poco después de su llegada a la estación de servicio, Lacey descubre el cuerpo inmóvil infectado del asistente de la escena de apertura. Lacey es atacada y muere casi de inmediato, pero su cadáver se reanima lentamente y se convierte en una nueva criatura, que ataca a los sobrevivientes. Mientras luchan contra esta criatura, Seth, Polly y Dennis descubren que las piezas cortadas de las víctimas infectadas son capaces de atacar por sí mismas. Más tarde, la sheriff Terry Frankel (Laurel Whitsett) llega a la escena e intenta arrestar a Dennis, pero ella es destrozada por el cadáver de Lacey. La criatura lleva la mitad superior del cuerpo del oficial al techo y lentamente se une con ella, creando una criatura más grande. Seth formula un plan para pedir ayuda utilizando la radio de la policía que quedó atrás cuando su cuerpo fue rasgado por la mitad. Sin embargo, durante la ejecución de este plan, la criatura recién reconstruida ataca y toma la mitad inferior del policía. 
El trío se esconde en el refrigerador de la gasolinera cuando una sección de su brazo logra entrar y atacarlos. Luego se descubre que Dennis ha sido infectado, ya que su brazo izquierdo se retuerce violentamente por sí mismo. Seth y Polly amputan su brazo para evitar que la infección se propague. Más tarde, Dennis explica que una astilla de la criatura muerta que encontraron en el camino lo pinchó. Seth también descubre que las criaturas son en realidad solo un moho u hongo que toma el control de los cadáveres que infectan y consumen la sangre, y, como es una criatura simple, cazan basándose en la temperatura, atacando lo más cálido que pueden encontrar.
Al bajar la temperatura de su cuerpo con bolsas de hielo, Seth puede escabullirse de la criatura hacia el coche de la policía, mientras que Polly y Farell lo distraen con fuegos artificiales. Seth llega al automóvil de la policía, pero descubre que, sin las llaves, el automóvil y la radio de la policía son inútiles. Mientras tanto, la temperatura corporal de Seth se ha elevado, obligando a Dennis a salir de la estación de servicio para atraer a la criatura lejos de él. Como resultado, la criatura logra ingresar a la estación de servicio y Dennis y Polly se ven obligadas a esconderse en el congelador. Mientras tanto, los fuegos artificiales desechados encienden el rastro de líquido inflamable dejado antes y la estación de servicio se incendia. Seth es capaz de recuperar una escopeta del auto de la policía y ayuda a Polly y Dennis a escapar. Dennis ofrece mantener a raya a la criatura mientras Seth y Polly escapan, y está infectada en el proceso. 
Dispara a una de las bombas de gasolina con la escopeta y la criatura se ve envuelta en llamas. Cuando el humo se aclara, la criatura está muerta, pero Dennis todavía está infectado. Seth y Polly se acercan a Dennis, quien les da la llave de una cuenta bancaria, diciéndoles que se la den a la esposa de un hombre al que disparó y paralizó, y que luego murió. Dennis dispara directamente contra una pila de tanques de propano, incinerándose a sí mismo, a la estación de servicio y a los cadáveres infectados restantes. 
Seth y Polly se van al amanecer, pero la escena final revela que hay otros cadáveres de criaturas infectadas que yacen dormidas en el bosque.

## Reparto
- Charles Baker – Blake Sherman Jr.
- Jill Wagner – Polly Watt
- Paulo Costanzo – Seth Belzer
- Shea Whigham – Dennis Farell
- Rachel Kerbs – Lacey Belisle
- Laurel Whitsett – Sheriff Terri Frankel

## Recepción

### Críticas
Splinter recibió críticas generalmente positivas. En el agregador de revisiones Rotten Tomatoes tiene una calificación del 74% basada en 34 revisiones, con una calificación promedio de 6.3/10. Su consenso dice: "Nunca tomándose demasiado en serio, Splinter es un thriller vertiginoso y divertido con más que suficientes sustos". En el sitio web Metacritic tiene un puntaje de 58 sobre 100, lo que indica "revisiones mixtas o promedio".

### Premios y nominaciones
La película ganó seis premios en el Screamfest Horror Film Festival: Mejor Edición, Mejor Banda Sonora, Mejores Efectos Especiales, Mejor Maquillaje, Mejor Dirección y Mejor Película. Fue nominada también a Mejor Película de Terror en la 35.ª edición de los Saturn Awards, pero perdió contra Hellboy II: The Golden Army. También fue nominada en los Premios Scream 2009 de Spike TV por la «Mutilación Más Memorable» para la escena de eliminación de brazos, pero perdió contra la escena de la trampa del péndulo de Saw V.